# ソロモン諸島の世界遺産
ソロモン諸島の世界遺産（ソロモンしょとうのせかいいさん）について述べる。ソロモン諸島の世界遺産条約受諾は1992年6月10日のことであった。以下は第38回世界遺産委員会（2014年）終了時点の情報である。

## 文化遺産

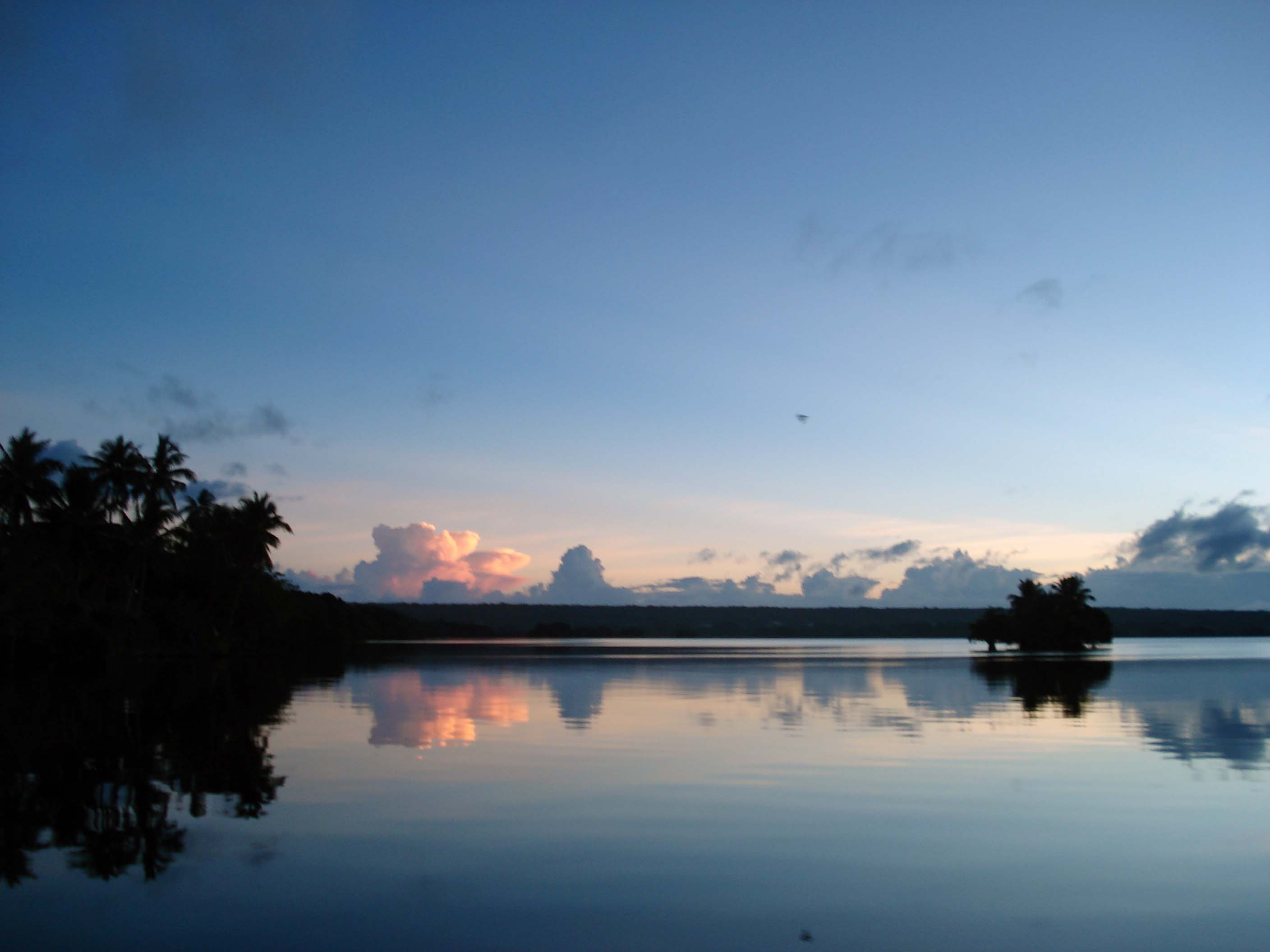
東レンネル

なし

## 自然遺産
- 東レンネル - 1998年
  - 2013年に危機にさらされている世界遺産（危機遺産）リストに登録。

## 複合遺産
なし

## 暫定リスト
世界遺産の暫定リストには、2件が記載されている（いずれも2008年記載）。
- マロヴォラグーン（英語版）とテテパレ島の複合体 (Marovo - Tetepare Complex)
- ソロモン諸島の熱帯雨林遺産 (Tropical Rainforest Heritage of Solomon Islands)